# Carl Peter Thunberg

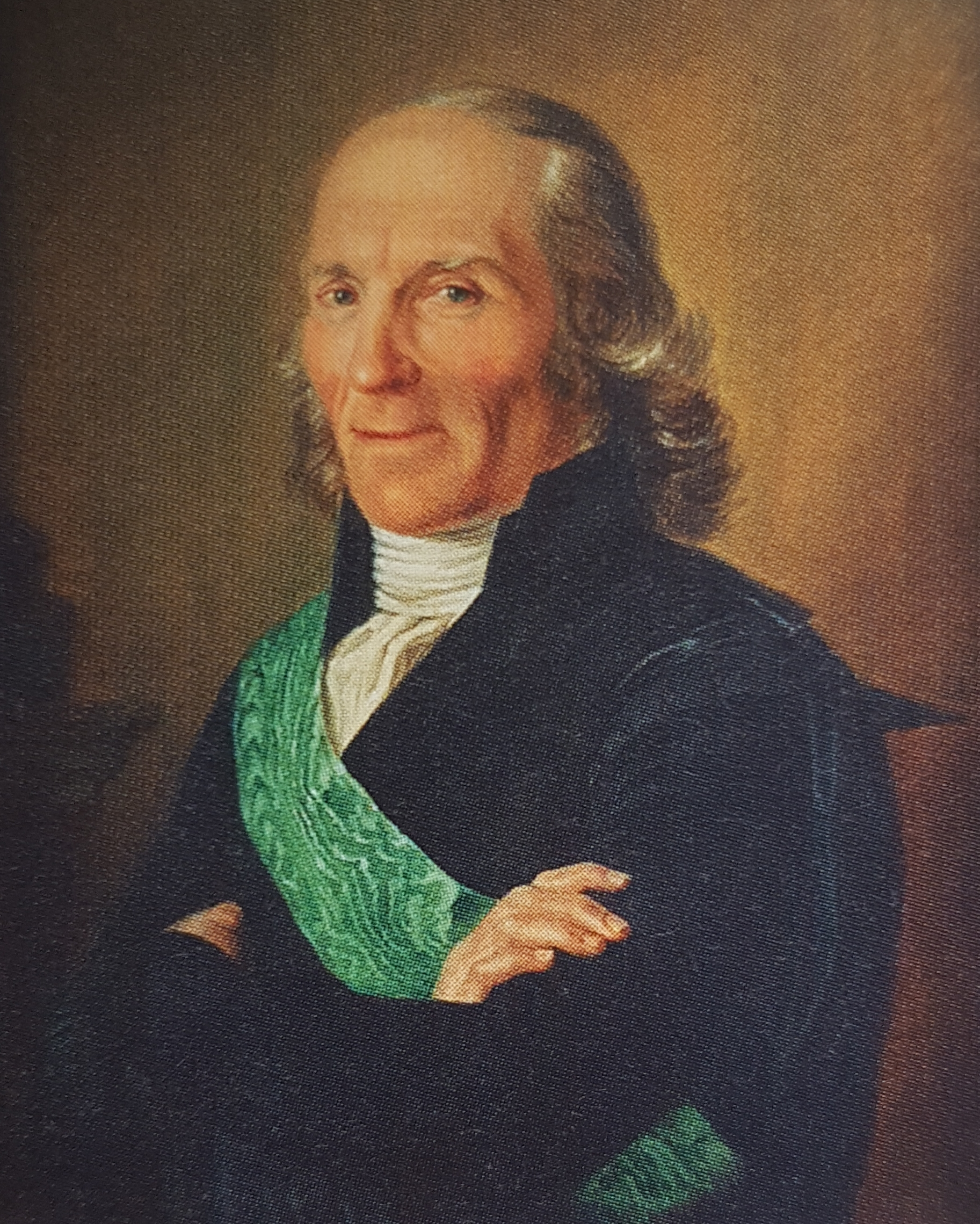
Carl Peter Thunberg, Porträt von Krafft dem Jüngeren (1777–1863) aus dem Jahre 1808, Öl auf Leinwand, Kunstsammlung der Universität Uppsala.

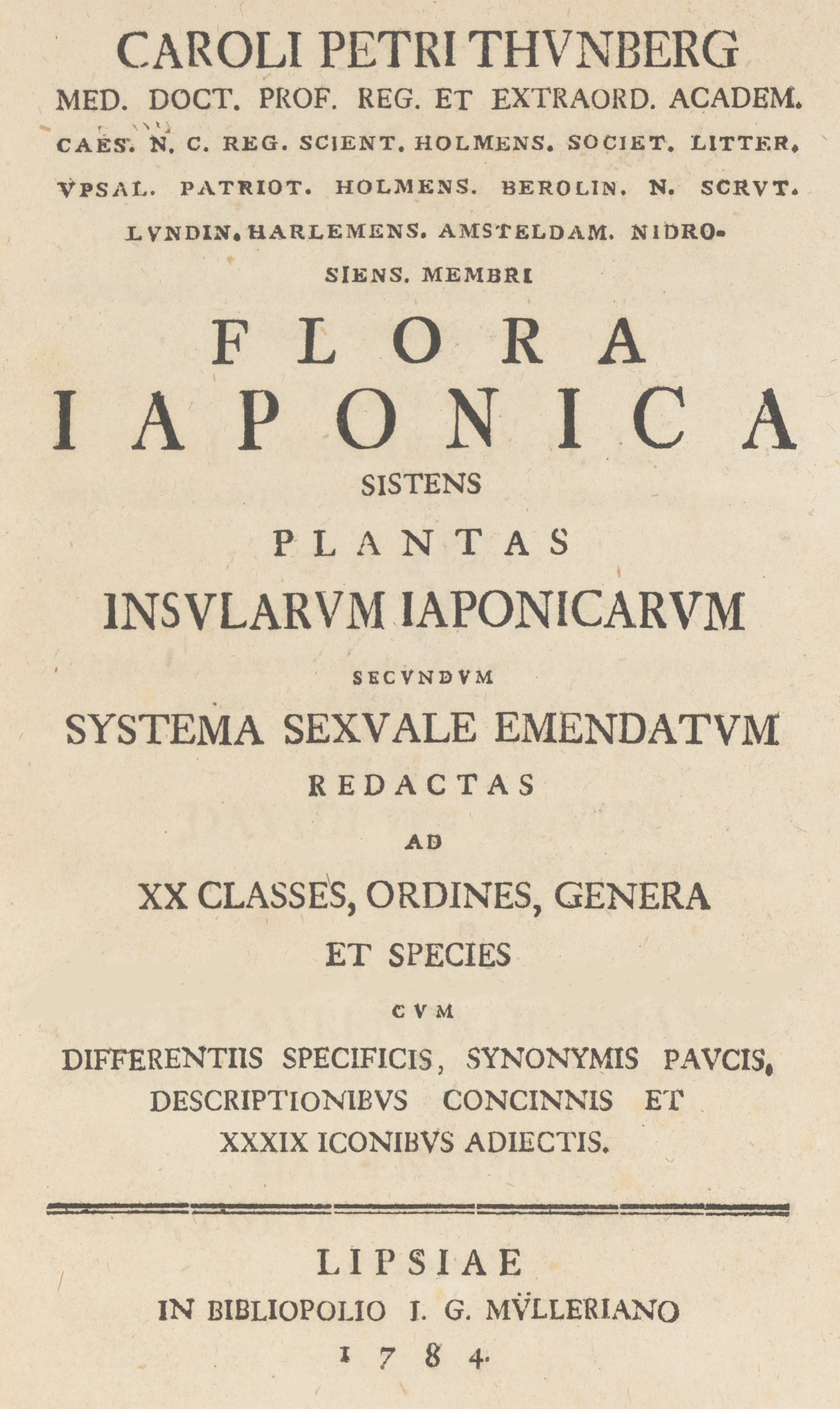
Titelblatt der Flora japonica (1784)

Carl Peter Thunberg (* 11. November 1743 in Jönköping; † 8. August 1828 auf Tunaberg bei Uppsala) war ein schwedischer Mediziner und Naturforscher. Er leistete bedeutende Beiträge zur botanischen und entomologischen Erforschung der südafrikanischen Kapregion sowie Japans. Sein offizielles botanisches Autorenkürzel lautet „Thunb.“. In der Zoologie wird „Thunberg“ als Autorenname verwendet.
Nach seinem Studium an der Universität Uppsala wurde Thunberg, gefördert durch Carl von Linné, nach Paris geschickt, um dort seine medizinischen Kenntnisse zu vervollkommnen. Bei einem Zwischenaufenthalt in Amsterdam bei Johannes und Nicolaas Laurens Burman entstand die Idee, Thunberg zur japanischen Handelsstation der Niederländischen Ostindien-Kompanie auf der Insel Dejima zu entsenden. Nachdem die Finanzierung der Reise durch einflussreiche Amsterdamer Bürger sichergestellt war, trat Thunberg für sieben Jahre in deren Dienst. Nach einem knapp dreijährigen Aufenthalt in der niederländischen Kapkolonie (Südafrika) verbrachte Thunberg anderthalb Jahre in Japan. Auf dem Rückweg forschte er für kurze Zeit in Batavia (Indonesien) und auf Ceylon (Sri Lanka).
Nach fast neunjähriger Abwesenheit kehrte Thunberg nach Uppsala zurück. Dort war er in verschiedenen Positionen Nachfolger von Carl von Linné dem Jüngeren, zunächst als botanischer Demonstrator am Botanischen Garten von Uppsala, später als ordentlicher Professor der Medizin und Botanik. Es entstanden die Florenwerke Flora Japonica (1784) und Flora Capensis (1823), deren botanische Systematik auf Linnés Sexualsystem der Pflanzen beruht. Sein von 1788 bis 1793 veröffentlichter Reisebericht Resa uti Europa, Africa, Asia, förrättad åren 1770–1779 wurde in mehrere Sprachen übersetzt, darunter ins Deutsche. Von 1780 bis 1828 wurden unter Thunbergs Vorsitz knapp 300 Dissertationen verteidigt. Thunberg ist Erstbeschreiber zahlreicher botanischer und zoologischer Taxa.

## Leben

### Herkunft und Ausbildung
Carl Peter Thunberg wurde in Jönköping in der südschwedischen Landschaft Småland geboren. Er war der Sohn von Johan Thunberg († 1751) und dessen Frau Margareta, geborene Starkman. Sein Vater war Buchhalter der Eisenhütte von Hörle und betrieb nebenher einen kleinen Handel, den seine Mutter nach dem Tod ihres Mannes weiterführte. 1753 heiratete Thunbergs Mutter den Kaufmann Gabriel Forsberg (1722–1788), wodurch sich die finanzielle Situation der Familie verbesserte. Ursprünglich sollte Thunberg zu einem Kaufmann in die Lehre geschickt werden. Auf Anraten seines Lehrers besuchte er dann aber ab dem zwölften Lebensjahr die Trivialschule. Thunbergs Eltern ermöglichten ihm darüber hinaus Privatunterricht beim Theologen, Philologen und Konrektor Håkan Sjögren (* 26. Januar 1727; † 20. März 1815), später Dekan am Dom zu Växjö.
Am 17. September 1761 wurde Thunberg an der Universität Uppsala immatrikuliert. Aufgrund seiner Herkunft trat er der Smålands nations Kamratförening bei, der Carl von Linné seit 1744 vorstand. Neben dem Studium unterrichte Thunberg die Kinder des Akademiebeamten und seines späteren Schwiegervaters Gabriel Ruda (1726–1798). Als Anwärter der Philosophie (Cand. phil.) verteidigte er am 2. Juni 1767 unter dem Vorsitz von Linné die Dissertation mit dem Titel Venae Resorbentes. Mit seiner zweiten Dissertation De Ishiade (Über Ischias) vom 28. Juni 1770 unter dem Anatomen Jonas Sidrèn (1723–1799) erlangte er den akademischer Grad eines Lizenziaten der Medizin.

### Amsterdam und Paris
Um seine Studien im Ausland fortzusetzen zu können, erhielt Thunberg aufgrund einer Empfehlung durch Linnè ein Stipendium Kåhreanum aus dem 1684 von Gudmund Kåhre (?–1689) gestifteten Stipendienfond. Von Uppsala aus begab er sich nach Stockholm und blieb anschließend eine Zeitlang in Jönköping. Über Helsingborg gelangte Thunberg nach Helsingør, wo er auf seine Schiffspassage nach Amsterdam wartete und zwischenzeitlich Kopenhagen aufsuchte. Am 18. September 1770 begann die Überfahrt nach Amsterdam. Am 1. Oktober 1770 landete er auf der Insel Texel an und erreichte vier Tage später schließlich Amsterdam. Hier verkehrte Thunberg im Haus von Johannes Burman, Professor der Medizin und Botanik am Athenaeum Illustre Amsterdam (bei dem Linné 1735 zu Gast gewesen war und dort sein Werk Bibliotheca Botanica fertiggestellt hatte), und dessen Sohn Nicolaas Laurens Burman (der unter Linné studierte). Er hatte dort Zugang zu Burmans naturhistorischer Sammlung und der Bibliothek. In der Sammlung bestimmte er für die Burmans zahlreiche Minerale, Insekten und Pflanzen, hauptsächlich Gräser und Moose. Thunberg beeindruckte die Burmans mit seinen Fertigkeiten. Es entstand die Idee, Thunberg zu einer der entlegenen Handelsstationen der Niederländischen Ostindien-Kompanie (Vereenigde Oostindische Compagnie, VOC) zu entsenden. Während seines Aufenthaltes besuchte Thunberg den von David van Royen geleiteten Hortus Botanicus in Leiden und unternahm einen Ausflug nach Den Haag. Am 26. Oktober schiffte er sich ein, um seine Reise nach Paris fortzusetzen. Sie führte ihn über Texel und Le Havre nach Rouen. Dort stattete er dem dortigen Jardin des Plantes einen Besuch ab und traf dessen Leiter, den Arzt und Botaniker Amable Guy Bertrand Pinard (1713–1796). Am 1. Dezember 1770 traf Thunberg schließlich in Paris ein.
Während seines über sieben Monate währenden Aufenthaltes in Paris vertiefte Thunberg seine medizinischen Kenntnisse über Anatomie, Chirurgie und Geburtshilfe. In Paris erreichte Thunberg ein auf den 24. März 1771 datierter Brief, in dem Nicolaas Burman ihm anbot, im kommenden Herbst nach Japan zu reisen. Thunberg informierte sogleich Linné über dieses Angebot und erbat seinen Rat. In seiner Antwort drängte Linné ihn, sich auf die Reise zu begeben, da noch nie ein Botaniker, der sich zum Linnéschen System der Pflanzen bekennt, dort gewesen sei. Linné erwähnte einige Pflanzen, über die er gern mehr Kenntnisse hätte: Sie entstammten dem fünften Teil von Engelbert Kaempfers Amoenitatum exoticarum (1712), der sich zwischen 1690 und 1692 in Japan aufgehalten hatte. Thunberg plante daraufhin, bis zum Juli in Paris zu bleiben, um die hiesigen Gärten, beispielsweise den Jardin du Roi, und die Pariser Umgebung zu erforschen. Am 18. Juli 1771 verließ er Paris in Richtung Rouen. Bei seiner Ankunft am 30. August 1771 in Amsterdam hießen ihn die Burmans herzlich willkommen.

### Vorbereitung der Japanreise
Inzwischen konnten die Burmans mehrere einflussreiche Amsterdamer Bürger für die Finanzierung von Thunbergs Reise nach Japan gewinnen:
- Egbert Vrij Temminck (* 22. Dezember 1706; † 27. Juni 1785):
Direktor der Niederländischen Westindien-Kompanie von 1738 bis 1742, Direktor der Ostindien-Kompanie von 1742 bis 1785, Bürgermeister von Amsterdam von 1749 bis 1784, Kommissar des Amsterdamer Hortus Medicus von 1766 bis 1784.
- David ten Hoven (* 8. März 1724; † 27. Juni 1787):
Kaufmann, Amsterdamer Regierungsbeamter und Schwager von Temminck; siehe Gattung Hovenia
- Jan van de Poll Pietersz (* 9. September 1726; † 16. August 1781):
Direktor der Sociëteit van Suriname von 1770 bis 1781, Bürgermeister von Amsterdam 1779; siehe Gattung Pollia
- Jean Deutz (* 9. Dezember 1743; † 29. Januar 1784):
Jurist, Amsterdamer Regierungsbeamter, Direktor der Sociëteit van Suriname von 1782 bis 1784; siehe Gattung Deutzia

Da es nur Mitgliedern der Niederländischen Ostindien-Kompanie gestattet war, Japan zu betreten, begann Thunberg am 30. September 1771 seinen Dienst in der Kompanie. Er bekleidete den Rang eines Ondermeester (außerordentlicher Chirurg) mit einem monatlichen Gehalt von 22 Gulden. Die nötigen Kenntnisse der niederländischen Sprache sollte Thunberg bei einem längeren Aufenthalt in der Kapkolonie erwerben. Ausgestattet mit Empfehlungsschreiben, unter anderem von Pieter van Reede van Oudtshoorn (* 8. Juli 1714; † 23. Januar 1773) an den dortigen Gouverneur Ryk Tulbagh, brach er am 10. Dezember 1771 erneut nach Texel auf. An Bord der Schoonzigt, die vom schwedischen Kapitän Jan Rodecrantz befehligt wurde, verließ er am 30. Dezember 1771 den Hafen von Texel.

### Niederländische Kapkolonie (1772 bis 1775)

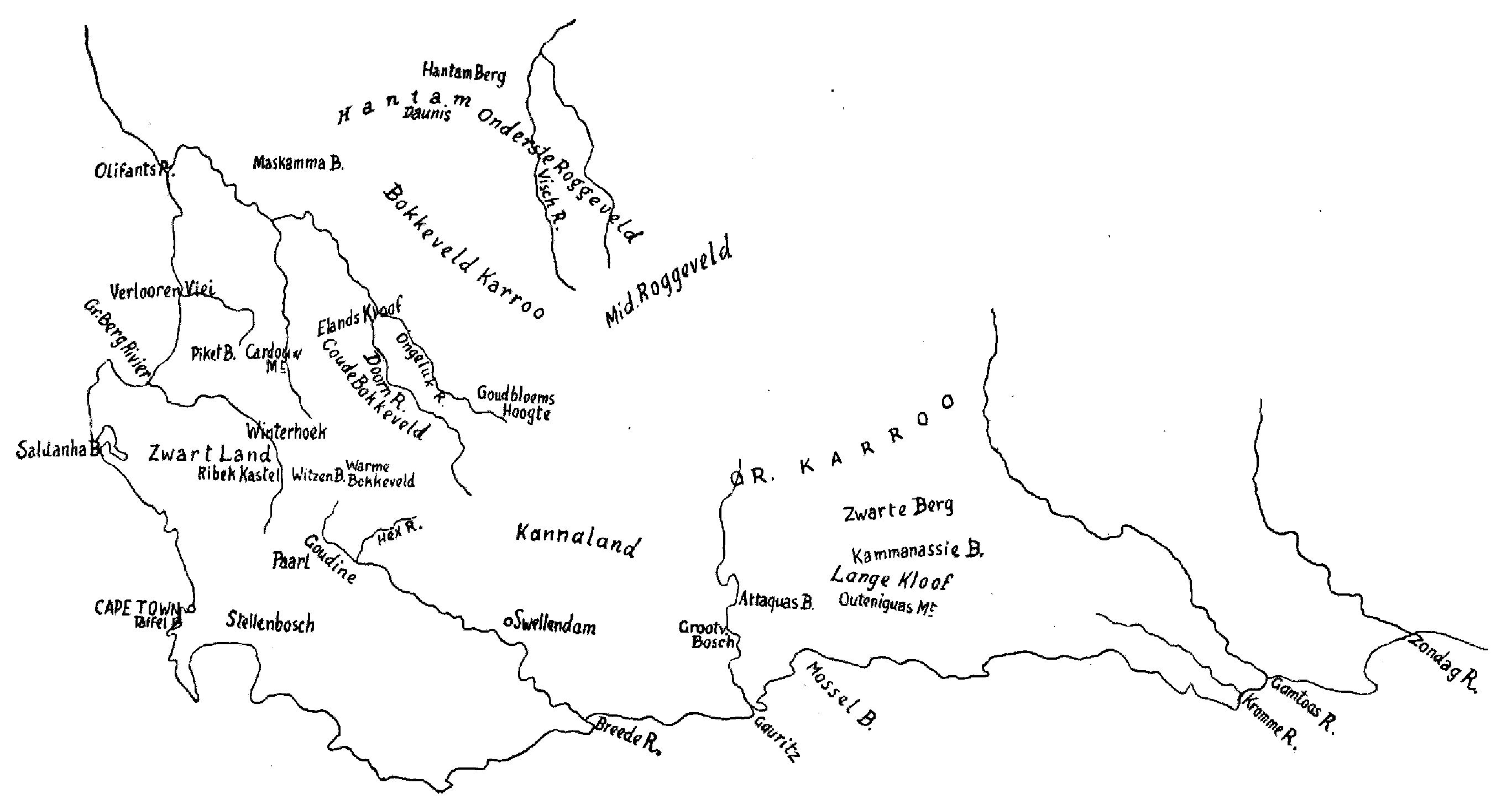
Karte der von Thunberg zwischen 1772 und 1775 in der niederländischen Kapkolonie bereisten Gebiete

Nach einer etwa dreieinhalb Monate dauernden Überfahrt ging der Schiffskonvoi am 16. April 1772 in der Tafelbucht vor Anker. Am darauffolgenden Tag ging Thunberg mit dem Kapitän an Land und bezog Quartier bei Hendrik Fehrsen. Er machte dem Vize-Gouverneur Joachim van Plettenberg, der nach dem Tod von Tulbagh geschäftsführend im Amt war, seine Aufwartung und übergab ihm sein Empfehlungsschreiben. Plettenberg sagte ihm für die geplanten Unternehmungen seine Unterstützung zu. Thunberg verbrachte den Winter in Kapstadt und machte sich mit dem Ort und dessen unmittelbarer Umgebung bekannt. Unerwartet traf er auf seinen Landsmann Anders Sparrman, der vier Tage vor ihm angekommen war und mit dem er kleinere Sammeltouren unternahm. Thunberg suchte den Superintendenten des Gartens der Niederländischen Ostindien-Kompanie in Kapstadt Johan Andreas Auge auf, der den Entdecker Hendrik Hop (1716–1771) von 1761 bis 1762 in die Karasberge und das Namaqualand begleitete. Im Juni und Juli besuchte er unter anderem die Weinberge von Paarl, unternahm Spaziergänge nach Constantia und Stellenbosch. Außerdem erklomm er mehrmals den Tafelberg.

#### Erste Reise (1772 bis 1773)
Im August, als sich der Winter seinem Ende näherte, begann Thunberg mit den Vorbereitungen für die erste Reise ins Landesinnere. Er besorgte Kisten und Beutel für Zwiebeln und Samen, Schachteln und Stecknadeln für Insekten, ein Arrakfässchen für Schlangen und Amphibien, Baumwolle, um Vögel auszustopfen, und Kisten, um diese darin einzupacken, sowie grobes Papier zum Trocknen von Pflanzen. Seine Equipage bestand aus einem Reitpferd und einem mit Segeltuch bedeckten Karren, der von einem Gespann aus sechs Ochsen gezogen wurde. Thunbergs Reisebegleiter waren Johann Andreas Auge, Daniel Ferdinand Immelman (1756–ca. 1800), der später auch Anders Sparrman begleitete, der Armeesergeant Christiaan Hector Leonhardy sowie zwei Einheimische.
Die Reisegesellschaft brach am 7. September 1772 in Kapstadt auf. Sie begann ihre Reise in nördliche Richtung über Theefontein zur Saldanha Bay. Dort wandten sie sich ostwärts. Über Piketberg, Tulbagh und entlang des Breede River über Worcester gelangten sie nach Swellendam. Sie reisten über Heidelberg, Riversdale, Mossel Bay, Knysna und Plettenberg Bay, entlang des Keurbooms River über die Outeniqua-Berge nach Avontuur in der Lange Kloof bis zum Gamtoos River. Der Rückweg führte erneut durch die Lange Kloof weiter nach Oudtshoorn und Swellendam. Von dort ging es auf direktem Weg über Caledon nach Kapstadt, das sie am 4. Januar 1773 erreichten.
Um seine finanzielle Situation zu verbessern, praktizierte Thunberg nach seiner Rückkehr einige Male als Mediziner. Er unternahm wiederholt kurze Ausflüge in die Umgebung von Kapstadt. Seine Begleiter in dieser Zeit waren Pierre Sonnerat, Francis Masson und Robert Jacob Gordon (1743–1795).

#### Zweite Reise (1773 bis 1774)
Auf seiner zweiten und längsten Reise, die am 11. September 1773 begann, wurde Thunberg von Francis Masson, einem europäischen Diener und vier Einheimischen begleitet. Die Route begann nördlich nach Mamre, Saldanha Bay und Vredenberg bis zum Berg River. Von dort führte sie ostwärts nach Bridgetown, dann nordwärts nach Cirusdal weiter über Ceres, Worcester nach Swellendam und dann nach Osten über Riversdale nach Mossel Bay. Sie passierten Attaquas Kloof zum Lange Kloof, dessen Verlauf er bis Humansdorp folgte und erneut den Gamtoos River erreichte. Sie überquerten den Fluss und erreichte die Umgebung des Sundays River. Die Rückreise folgte derselben Route bis nach Swellendam, um dann auf dem bekannten Weg über Caledon nach Kapstadt zurückzukehren, wo sie am 28. Januar 1774 ankamen.
Nach seiner Rückkehr machte Thunberg die Bekanntschaft der englischen Sammlerin Lady Anne Monson (1726–1776). Ein Angebot der Kompanie, nach Madagaskar zu reisen, lehnte er ab. Stattdessen empfahl Thunberg seinen Landsmann Franz Pehr Oldenburg, mit dem er zuvor einige kürzere Ausflüge unternommen hatte.

#### Dritte Reise (1774)
Erneut in Begleitung von Francis Masson brach Thunberg am 29. September 1774 zu seiner kürzesten Reise ins Landesinnere auf. Wieder reisten sie zunächst nach Norden über Paarl, Bridgetown, Leipoldtville bis zum Doring River. Anschließend ging es in östliche Richtung nach Nieuwoudtville und Calvinia und dann nach Süden über das Roggeveld nach Worcester. Von dort aus traten sie über Tulbagh den Rückweg an. Diese letzte Reise endete am 29. Dezember 1774.
Nach jeder Rückkehr von einer Reise ins Landesinnere sichtete und ordnete Thunberg zunächst seine Sammelausbeute. Anschließend verpackte er das Sammelgut so, dass es verschifft werden konnte. Dafür wurden die gesammelten Samen getrocknet, Pflanzen auf große Papierbogen aufgeklebt, lebendes Pflanzenmaterial in Kästen einpflanzt sowie Vögel und Insekten in Kisten untergebracht. Die gesamte Sendung verteilte Thunberg auf mehrere Schiffe mit dem Ziel Niederlande. Dort wurden sie zu den botanischen Gärten in Amsterdam und Leiden weitertransportiert. Überzähliges Material ließ Thunberg seinen schwedischen Freunden und Gönnern Carl von Linné, Abraham Bäck, Peter Jonas Bergius und Lars Montin zukommen.

### Zwischenstopp auf Java (1775)
Am 2. März 1775 brach Thunberg an Bord der Loo nach Batavia auf, wo er am 18. Mai anlangte. Dank seiner Empfehlungsschreiben konnte er auf die Unterstützung durch Petrus Albertus van der Parra (1714–1775), seit 1761 Generalgouverneur von Niederländisch-Ostindien, bauen. Während Thunberg in Batavia auf seine Passage nach Japan wartete, genoss er die Gastfreundschaft von Jacob Cornelis Mattheus Radermacher und Friedrich von Wurmb, mit denen er kleinere Ausflüge in die nähere Umgebung unternahm. Thunberg erlernte etwas Malaiisch und erwarb einen Narwalzahn – ein in Japan begehrtes Aphrodisiakum – um ihn dort gewinnbringend zu veräußern. Nachdem er in Abwesenheit bereits am 15. Juni 1772 zum Doktor der Medizin promoviert worden war, beförderte man ihn nun zum „Oppermeester“ (erster Chirurg). Am 20. Juni ging Thunberg an Bord der Stavenisse, mit der er am nächsten Tag in Richtung Japan segelte.

### Japan (1775 bis 1776)

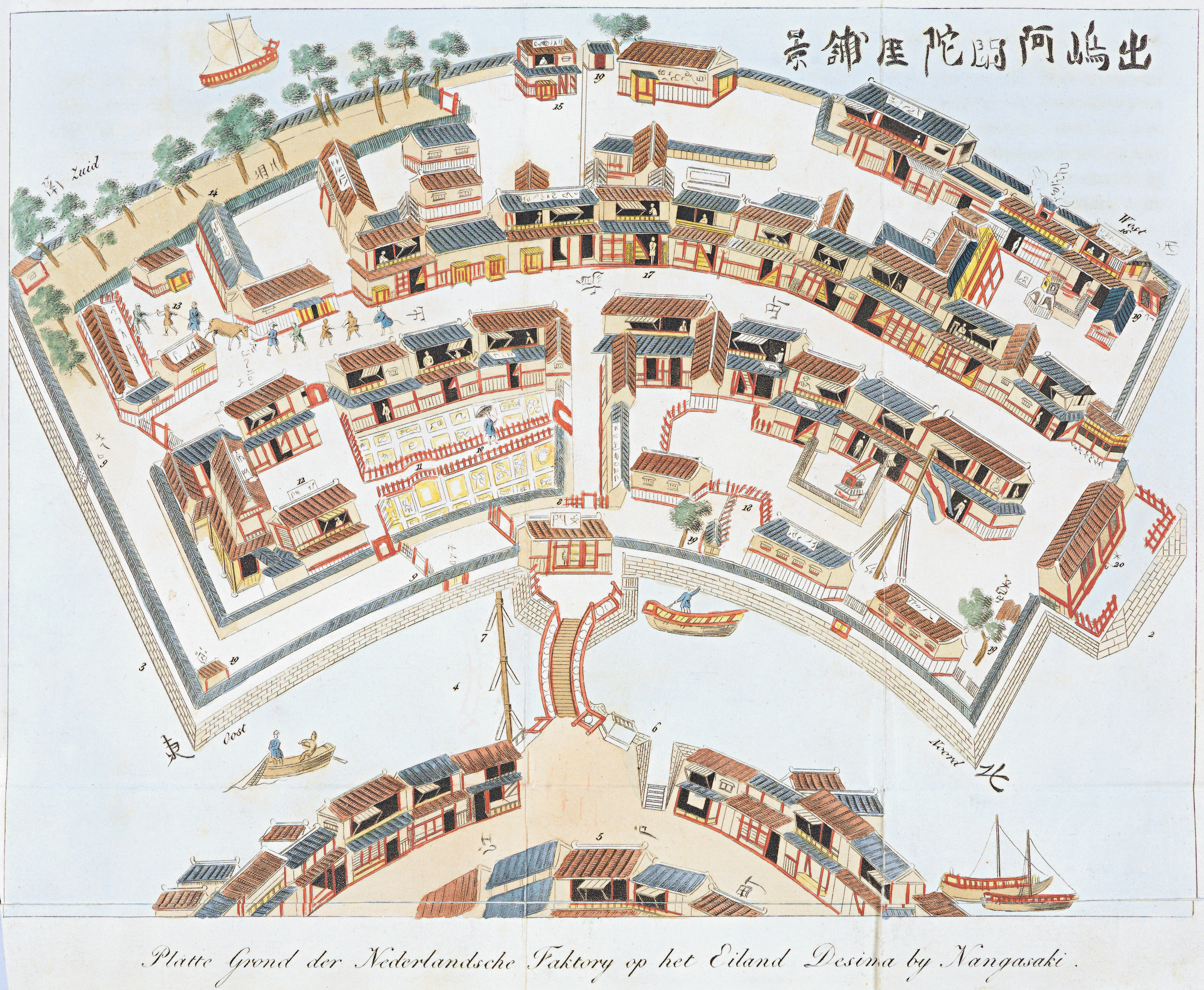
Vogelperspektive auf Dejima, um 1780

Am 13. August 1775 traf Thunberg im Hafen von Nagasaki ein. Sein Aufenthalt war auf die niederländische Faktorei auf der künstlichen Insel Dejima beschränkt, die er ohne Erlaubnis nicht verlassen durfte. Thunberg behalf sich zunächst damit, das von den Japanern dreimal täglich gelieferte Futtergras nach interessanten Pflanzen zu durchsuchen. Er ersuchte den Gouverneur von Nagasaki um die Erlaubnis, in der Umgebung von Nagasaki botanisieren zu dürfen, was zunächst abgelehnt wurde. Thunberg entwickelte gute Beziehungen zu den japanischen Dolmetschern, die ihn mit Sammelgut versorgten und ihn bei einem erneuten Antrag an den Gouverneur unterstützten. Am 7. Februar 1776 wurde seinem Ansinnen stattgegeben und er unternahm jede Woche ein bis zwei Ausflüge in die Umgebung von Nagasaki.
Am 4. März 1776 begann die jährliche „Hofreise“ nach Edo (Tokio), um dem Shōgun die Aufwartung zu machen. Aufgrund seiner Stellung als Arzt durfte Thunberg den Leiter der Handelsniederlassung Arend Willem Feith (1745–1782) und dessen Sekretär Herman Köhler begleiten. Neben den drei Europäern bestand der Tross aus ungefähr 200 japanischen Beamten, Dolmetschern und Dienern. Die Route war vorgegeben und entsprach in etwa derjenigen, auf der Engelbert Kaempfer in den Jahren 1691 und 1692 nach Edo gereist war. Sie führte unter anderem durch Kokura, Osaka sowie Kyoto. Insbesondere in den Bergen von Hakone in der Nähe von Fuji gelangen Thunberg zahlreiche Neuentdeckungen. Nach ihrer Ankunft am 27. April durfte die Delegation das ihnen zugewiesene Quartier nicht verlassen, aber Besucher empfangen. Unter den regelmäßig wiederkehrenden Besuchern waren die jungen Ärzte Katsuragawa Hoshū und Nakagawa Jun’an, mit denen sich ein reger Gedankenaustausch entwickelte. Sie beschafften Thunberg Pflanzen und Mineralien sowie – trotz strengen Verbots durch das Tokugawa-Shogunat – japanische Bücher, Münzen und Karten. Zur Audienz beim Shōgun Tokugawa Ieharu am 18. Mai 1776 war nur Arend Willem Feith zugelassen. Eine Woche später begann die Delegation ihren Rückweg nach Dejima, wo sie am 30. Juni wieder eintraf.
Dort sichtete und bearbeitete Thunberg seine verschiedenen Sammlungen. Während der „Hofreise“ hatte er unter anderem Drucke von Suzuki Harunobu und Isoda Koryūsai erworben. Der Dolmetscher Yoshio Kōsaku besorgte ihm verschiedene japanische Münzen. Vom 1. September 1775 bis zum 31. Oktober 1776 maß Thunberg vier Mal täglich mit einem Quecksilberthermometer die Lufttemperatur in Grad Fahrenheit. Er schuf damit die erste systematische Aufzeichnung dieser Art für Japan. An Bord der Stavenisse traf am 2. August 1776 der neue Faktoreileiter Hendrick Gottfried Dürkopp ein. Am 23. November 1776 verabschiedete sich Thunberg von Dejima und segelte zur Stavenisse, die vor der Takaboko-Insel (Papenberg-Insel) in der Bucht von Nagasaki ankerte. Von dort aus verließ Thunberg am 3. Dezember 1776 Japan.

### Erkundungen auf Java (1777)

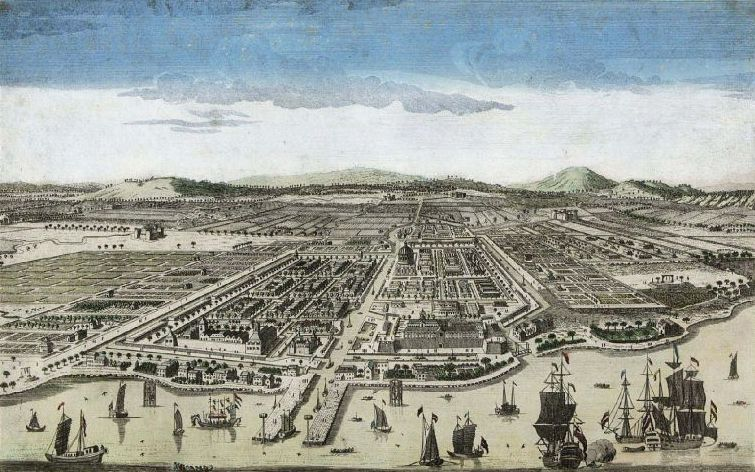
Batavia, um 1780

Nach seiner zweiten Ankunft auf Java am 4. Januar 1777 unternahm Thunberg auf Grund des Wetters zunächst in der Umgebung von Batavia einige kleine Sammelreisen. Erpicht darauf, das Landesinnere zu erkunden, ging er am 23. März an Bord der Vreedelust und segelte entlang der Nordküste Javas nach Samarang, wo er am an 9. April eintraf. Zu Pferd brach Thunberg am 23. April ins Landesinnere nach  Salatiga auf und unternahm einen Abstecher in das am nördlichen Fuß des Marbabu gelegene Dorf Kopping. Von Salatiga aus ging es am 27. April weiter nach Tundang. Am 1. Mai kam er wieder am Ausgangspunkt seiner Reise an. Dort erstattete Thunberg dem neuen Gouverneur Jeremias van Riemsdijk (1712–1777) Bericht. Die zweite längere Exkursion begann am 14. Mai, als Thunberg an Bord eines niederländischen Schiffs nach Japara weiterreiste. Sechs Tage später ritt er nach Juana. Am 1. Juni war er wieder in Batavia zurück. Während er auf seine Schiffspassage nach Ceylon wartete, unternahm er in Begleitung von Friedrich von Wurmb weitere Ausflüge. Der weiteste führte über Chipinong und Chimangis nach Buitenzorg. Bevor Thunberg am 7. Juli 1777 Java verließ, besuchten sie noch den Landsitz von Hendrick Gottfried Dürkopp.

### Ceylon (1777 bis 1778)
Am 5. Juli 1777 ging Thunberg an Bord der Mars. Zwei Tage später begann die Überfahrt nach Ceylon, das er am 30. Juli erreichte. Mitgebracht hatte Thunberg die notwendigen Empfehlungsschreiben, unter anderem an den Gouverneur Iman Wilhelm Falck. Von Columbo aus unternahm er zunächst kleine Ausflüge in die unmittelbare Umgebung und erwarb für die Bibliothek von Uppsala einige der hier gedruckten Schriften. Am 28. Oktober wurden Thunberg und einige andere gebeten, eine aus dem Königreich Kandy gelieferte Ladung Zimt zu begutachten. Zimt wurde auf Ceylon aus Linnés Laurus cinnamomum gewonnen und war die wichtigste Handelsware der Insel. Am 4. November begann Thunberg in Begleitung eines Herrn Frobus einen Ausflug in das etwa 160 Kilometer entfernte Mature. Über mehrere Zwischenstationen erreichten sie vier Tage später Gale und am 10. November ihren Zielort. Am 13. November verließen sie Mature wieder und erreichten Columbo nach sechs Tagen. Auf einer zweiten Reise im Dezember 1777 nach Mature erweckten die dort in der Umgebung gewonnenen Minerale und Edelsteine sein Interesse. Torbern Olof Bergman half ihm nach seiner Rückkehr nach Uppsala bei der Bestimmung der gesammelten Proben. Sein letzter, am 17. Januar 1778 begonnener, Ausflug führte ihn nach Negumbo, wo er am folgenden Tag ankam. Am 20. Januar war er wieder Columbo zurück. Am 28. Januar verließ Thunberg Columbo um sich in Gale für seine Weiterreise einzuschiffen.

### Rückweg nach Schweden
Am 6. Februar 1778 ging Thunberg in Gale an Bord der Loo, die am 27. April in der Tafelbucht vor Kapstadt ankerte. Er bezog erneut Quartier bei Hendrik Fehrsen und machte die Bekanntschaft von William Paterson. Nach kurzem Aufenthalt verließ Thunberg am 15. Mai 1778 Kapstadt in Richtung Europa. Amsterdam erreichte er im Oktober 1778.
Thunberg bezog Quartier bei seinem Landsmann Eric Floberg. Er verkehrte regelmäßig bei den Burmans und unternahm einen Ausflug in die Nähe von Haarlem, um seinen Förderern Jan van de Poll, Jean Deutz und David ten Hoven seinen Respekt zu zollen. Außerdem besuchte Thunberg verschiedene Sammlungen, die aus Vögeln, Insekten und Münzen bestanden.
Nachdem Thunberg seine Verpflichtungen gegenüber der Niederländischen Ostindien-Kompanie erfüllt hatte, beschloss er, einen Teil des Winters in London zu verbringen, das er am 14. Dezember 1778 erreichte. Durch seine schwedischen Landsleute Jonas Dryander und Daniel Solander wurde Thunberg dem Naturforscher und Weltumsegler Joseph Banks vorgestellt, der amtierender Präsident der Royal Society war. Thunberg erhielt freien Zugang zu Banks’ naturhistorischer Sammlung und seiner umfangreichen Bibliothek. Mit besonderem Interesse studierte er im British Museum die dort vorhandenen Manuskripte und die Herbarsammlung von Engelbert Kaempfer. Während seines Aufenthaltes unternahm Thunberg mehrere Ausflüge in die Londoner Umgebung, so nach Kew zu den Royal Botanic Gardens, in die Gärtnerei von James Lee (1715–1795) in Hammersmith und zum Garten von John Fothergill in Chelsea. Bei Johann Reinhold Forster konnte Thunberg die bei dessen Südseereise gesammelten Pflanzen und Konchylien begutachten.
Am 30. Januar 1779 verließ Thunberg London in Begleitung von Carl Olof Cronstedt. Von Harwich aus überquerten sie den Ärmelkanal nach Rotterdam und reisten nach Amsterdam weiter. Am 16. Februar brachen sie nach Groningen auf. Von dort aus ging es über Bremen weiter nach Hamburg. Der weitere Weg führte über Lübeck, Wismar, Rostock und Damgarten nach Stralsund, das sie am 2. März erreichten. Während Thunberg und Cronstedt auf das Paketschiff warteten, das sie nach Ystad bringen sollte, unternahmen sie einen Ausflug nach Greifswald.

### Uppsala

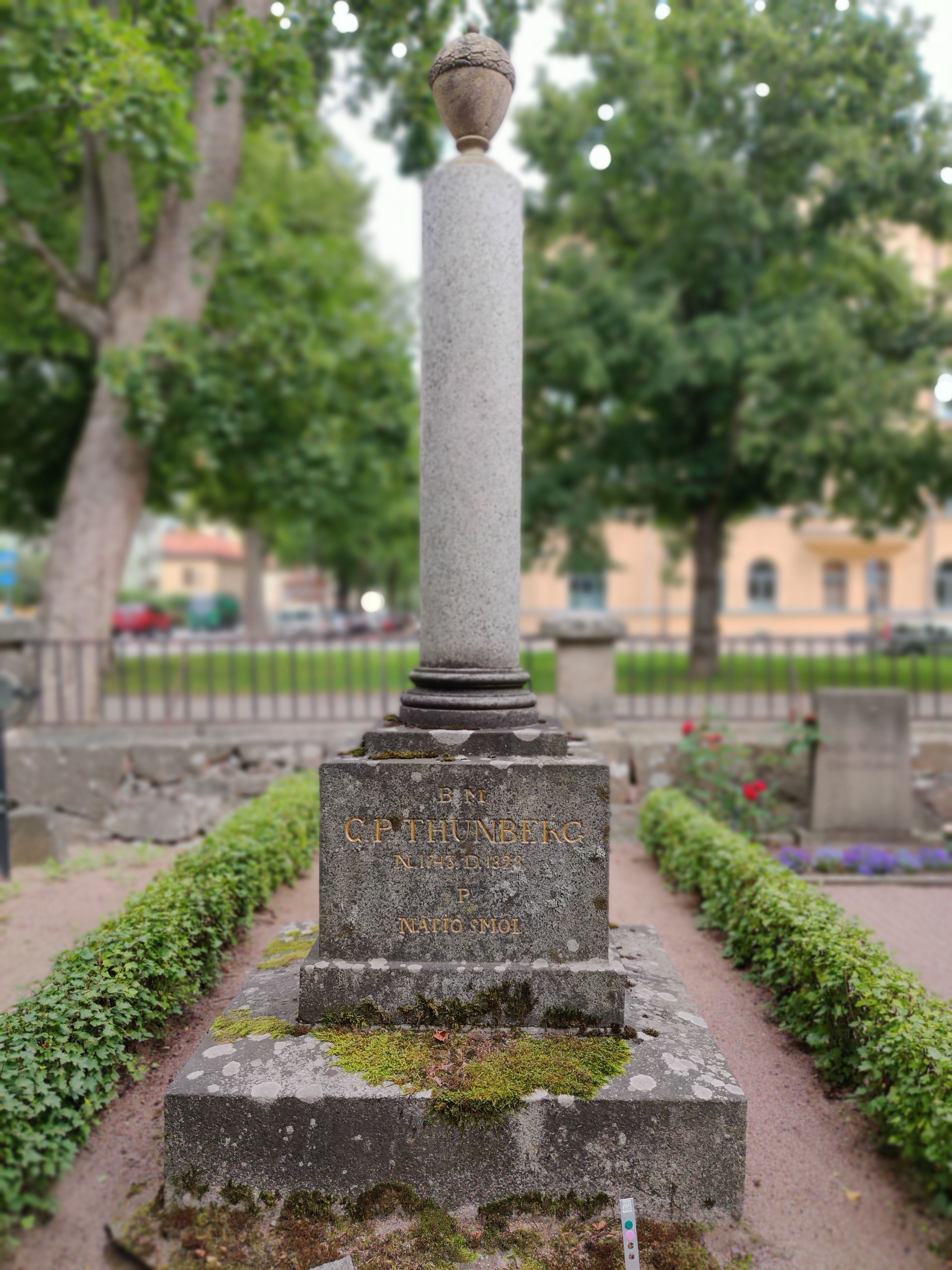
Grab auf dem Alten Friedhof von Uppsala

Am 14. März 1779 erreichte Thunberg nach fast neun Jahren sein Heimatland Schweden, das er nie wieder verließ. Bereits am 31. Mai 1777 war er als Nachfolger von Carl von Linné dem Jüngeren auf den Posten des botanischen Demonstrators des Botanischen Gartens von Uppsala berufen worden. Er kam allerdings mit Carl von Linné dem Jüngeren nicht gut aus; dieser erlaubte ihm nicht, den Botanischen Garten zu betreten. Als Dozent unterrichtete er an der Universität Uppsala, bevor man ihn zunächst am 7. November 1781 zum außerordentlichen Professor und schließlich am 7. September 1784, nach dem Tod von Linné dem Jüngeren, zum ordentlichen Professor der Medizin und Botanik berief. Jeweils 1785, 1786, 1795 und 1804 amtierte Thunberg für ein Semester als Rektor der Universität Uppsala.
Thunberg heiratete am 8. April 1784 Brigitta Charlotta Ruda (* 1. August 1752; † 22. Mai 1813), die er bereits während seiner Tätigkeit als Hauslehrer bei Gabriel Ruda kennengelernt hatte. Die Ehe blieb kinderlos. Das Paar adoptierte zwei junge Verwandte, eine Tochter Birgitta Elisabeth und einen Sohn Per. Außerdem lebte Thunbergs Neffe Carl Peter Forsberg (1793–1832) bei ihnen.
Am 5. Juli 1785 schenkte Thunberg seine Sammlung der Universität Uppsala. Sie bestand unter anderem aus etwa 23.500 Herbarblättern, 25.000 Insekten, 6000 Muschelschalen, 300 ausgestopften Säugetieren und 1200 Vögeln.
Unter dem Titel Museum Naturalium Academiae Upsaliensis inventarisierten Thunbergs Schüler von 1787 bis 1821 die gesamte Sammlung der Universität. Mit den Objekten aus Thunbergs Schenkung befassten sich 12 zoologische und 34 botanische der insgesamt 58 Dissertationen.
Der überfüllte, alte Universitätsgarten wurde häufig überflutet, da er am Ufer des Fyrisån lag. Thunberg konnte Gustav III. davon überzeugen, den Garten des Schlosses von Uppsala der Universität für botanische Zwecke zu überlassen. Außerdem stellte der König Geld für ein neues Gebäude zur Verfügung, in dem Thunbergs Naturaliensammlung untergebracht werden sollte. Die Grundsteinlegung für die als „Linneanum“ bezeichnete und von Olof Tempelman entworfene Orangerie erfolgte am 17. August 1787. Durch den Tod von Gustav III. verzögerte sich der Bau. Das „Linneanum“ wurde zwanzig Jahre später anlässlich Linnés 100. Geburtstags mit einer Rede Thunbergs eröffnet.
Thunberg starb am 8. August 1828 auf seinem Landgut „Tunaberg“ bei Uppsala, von dem er in den Sommermonaten mit einem klapprigen, von seinen Studenten spöttisch „Klapperschlange“ genannten Gefährt zur Universität fuhr. Er wurde am 17. August 1828 auf dem Alten Friedhof von Uppsala beigesetzt.

## Wirken

### Erste Veröffentlichungen

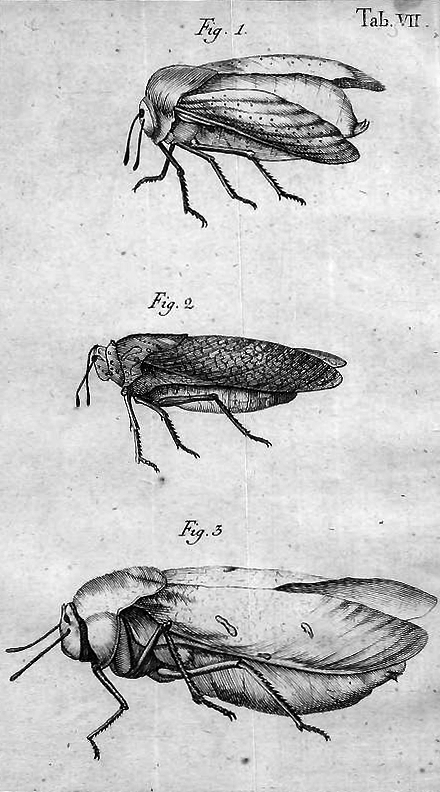
Tafel aus der Erstbeschreibung der Gattung Pneumora mit Pneumora immaculata, Pneumora maculata und Pneumora sexguttata

Bereits während seines Auslandsaufenthaltes begann Thunberg zu publizieren. Seine erste wissenschaftliche Schrift befasste sich 1773 mit einer Bleiweißvergiftung, an der während seiner Überfahrt nach Kapstadt zahlreiche Besatzungsmitglieder verstarben und die ihn selbst fast das Leben gekostet hätte. Thunbergs erste botanische Schrift beschäftigte sich mit der Art Hydnora africana, einem an Wolfsmilcharten (Euphorbia) wachsenden Wurzelparasiten, den er irrtümlich für einen Pilz hielt und für den er die neue Gattung Hydnora aufstellte. Weitere Erstbeschreibungen waren der Sagopalmfarn Cycas caffra, Retzia capensis (die einzige Art der Gattung Retzia) und 28 Arten der Gattung Crassula. In der ersten zoologischen Abhandlung stellte Thunberg die südafrikanische Heuschreckengattung Pneumora auf.

### Reisebericht
Der erste Band von Thunbergs vierbändigen Reisebericht Resa uti Europa, Africa, Asia, förrättad åren 1770–1779 erschien 1788, der vierte und letzte Band 1793. Die ersten beiden Bände befassen sich mit seinem Aufenthalt in den Niederlanden, Frankreich, der Kapkolonie und auf Java. Der dritte Band beschreibt seine Reise nach Japan und den Aufenthalt dort. Diese drei Bände ordnen die Ereignisse im Wesentlichen chronologisch. Der erste Teil des vierten Bandes behandelt seine Reise als Ganzes und fasst in enzyklopädischer Weise seine Erkenntnisse über Flora und Fauna, Geografie und Kultur der von ihm bereisten Länder zusammen. Der restliche Teil beschreibt seine Rückkehr von Japan nach Schweden. Der Reisebericht enthält lediglich vier Illustrationen. Sie sind am Ende des vierten Bandes zu finden. Die Illustrationen stammen von Thunbergs Schüler Jonas Niclas Ahl (1765–1817). Anders Sparrman hatte den ersten Teil seines Reiseberichts zum Kap der Guten Hoffnung bereits 1783 veröffentlicht.

### Systematische Aufarbeitung
Thunbergs botanische Systematik folgte Linnés Sexualsystem der Pflanzen, von dessen 24 Klassen er allerdings nur 20 akzeptierte. Die Linnésche Klasse Gynandria sowie dessen dikline Klassen Monoecia, Dioecia und Polygamia verwarf er. Er unterstützte im Sommer 1779 Linné den Jüngeren bei dessen Arbeit am Supplementum plantarum, das auf dem fast fertigen Manuskript Mantissa tertia seines Vaters beruhte. Thunbergs Beitrag zu dem im April 1782 veröffentlichten Werk war die Beschreibung von etwa 500 neuen Pflanzenarten, die auf dem auf seiner Reise gesammelten Material basierten. Als Taxonom arbeitete er rein beschreibend und war trotz seiner leichten, von praktischen Erwägungen geleiteten Veränderungen am Linnéschen System – die Pflanzen in den von ihm nicht übernommenen Klassen passten seiner Meinung nach besser in andere Klassen – nicht an einer grundlegenden theoretischen Überarbeitung interessiert. Nach seinem Biografen Gunnar Eriksson hatte er keine Neigung zu spekulativen Überlegungen. Er folgte im Wesentlichen Linnés damals schon etwas veraltetem taxonomischen System. Seine Stärke lag in seiner guten Beobachtungsgabe, prägnanten Beschreibungen und unermüdlicher Sammellust. Er beschrieb wahrscheinlich die meisten neuen Pflanzenarten und -gattungen unter den Botanikern seiner Zeit.
1784 wurde Thunbergs Flora Japonica veröffentlicht. Das mit 39 Kupferstichen illustrierte Werk enthält die Beschreibung von 812 in Japan wachsenden Pflanzenarten, davon waren etwa 300 Engelbert Kaempfer noch nicht bekannt. Weitere 50 Abbildungen japanischer Arten wurden von 1794 bis 1805 in fünf Faszikeln als Icones plantarum Japonicarum publiziert. Seine Erkenntnisse über die Fauna Japans wurden erst 1822/1823 in zwei als Fauna Japonica betitelten Schriften seiner Schüler gedruckt. Thunberg ist der Erstbeschreiber der Schildkrötenart Testudo japonica (1787), ein subjektives Synonym von Chelonia mydas, der Schwanzlurchart Lacerta japonica (1787) und der Fischarten Ostracion hexagonus (1790), ein subjektives Synonym von Kentrocapros aculeatus, und Sciaena cataphracta (1790), ein subjektives Synonym von Monocentris japonica.
Die umfangreiche Aufarbeitung seiner botanischen Sammlungen in der Kapkolonie begann mit dem 1794 und 1800 in zwei Teilen veröffentlichten Prodromus plantarum Capensium. Dem ersten Teil waren drei Illustrationen von Erik Acharius beigefügt. Ihr vorausgegangen waren taxonomische Monografien über die dort beheimateten Gattungen Protea (1781), Oxalis (1781), Ixia (1783), Gladiolus (1784), Aloe (1785), Erica (1785), Moraea (1787), Restio (1788), Hermannia (1794), Diosma (1797), Drosera (1797), Aspalathus (1802) und Phylica (1804). Eine nach dem Vorbild der Flora Japonica illustrierte Flora, die in einem Brief vom 15. Juni 1795 von Martinus van Marum erwähnt wurde und bei einem Berliner Verleger erscheinen sollte, kam nie zustande. Der erste Band der Flora Capensis erschien 1807, 1811 und 1813 in drei Teilen in Uppsala. Er umfasste die ersten vier Klassen des Linnéschen Sexualsystem der Pflanzen. Der zweite Band enthielt die nächsten beiden Klassen und wurde 1818 und 1820 in Kopenhagen veröffentlicht. Zur Vervollständigung des Werkes wandte Thunberg sich an Joseph August Schultes. Die endgültige, von Schultes herausgegebene Fassung der Flora Capensis erschien 1823 in der Stuttgarter Cotta’schen Verlagsbuchhandlung. Laut dem vorangestellten Conspectus generum umfasste das Gesamtwerk 447 Gattungen mit 2776 Arten der Bedecktsamer sowie einige Gefäßsporenpflanzen, Moose und Kryptogamen. Aufgrund seiner Sammeltätigkeit in der Kapkolonie konnte Thunberg 48 Gattungen und 1175 Arten erstmals beschreiben. Bis zum Erscheinen der von William Henry Harvey und Otto Wilhelm Sonder im Jahr 1860 begonnenen und 1933 vollendeten siebenbändigen Flora Capensis blieb Thunbergs Werk die wichtigste Informationsquelle über die Kapflora.
Thunbergs Schriften enthalten die Beschreibung von über 900 Insektenarten, die ihren Lebensraum in der Kapkolonie haben. Von ihm stammen einige weitere kleinere Beträge zur südafrikanischen Fauna. 1784 veröffentlichte Thunberg eine Liste mit fünf Kaparten der Vogelgattung Loxia, denen kurze schwedische Beschreibungen beigefügt waren. Die Schrift Mammalia Capensia aus dem Jahr 1811 war eine Revision der bekannten südafrikanischen Säugetiere, die 59 Arten mit kurzen Beschreibungen umfasste. Thunberg beschrieb die Greifvogelart Falco canorus (1799), die Schleichkatzenart Viverra felina (1811), die Antilopenart Antilope monticola (1811), die Vogelart Tetrapteryx capensis (1818), ein subjektives Synonym von Grus paradisea, und die Hyänenart Hyaena brunnea (1820) erstmals.
Von Ende 1780 bis Mitte 1828 wurden unter Thunbergs Vorsitz 294 Dissertationen seiner Schüler verteidigt, die aus seiner Feder stammten. Seine Floren von Java (Florula javanica) und Ceylon (Florula ceilanica) wurden 1825 als Dissertationen seiner Studenten veröffentlicht.
Darüber hinaus veröffentlichte Thunberg 194 Beiträge in Zeitschriften. Von all seinen Veröffentlichungen waren etwa 65 Prozent auf Lateinisch und etwa 25 Prozent auf Schwedisch verfasst. Hauptsächlich befassen sie sich thematisch zu 47 Prozent mit Botanik, zu 23 Prozent mit Zoologie und zu 6 Prozent mit Medizin. Ungefähr 90 seiner 159 zoologischen Veröffentlichungen waren Beiträge zur Insektenkunde. Insgesamt beschrieb Thunberg 1513 neue Insektenarten, davon etwa 250 allein in der Gattung parasitärer Wespen Ichneumon.

## Rezeption und Nachwirkung

### Sammlungen
Thunbergs umfangreiche naturhistorische Sammlung wird im Evolutionsmuseet (Evolutionsmuseum) der Universität Uppsala aufbewahrt. Das Ethnografische Museum Stockholm beherbergt etwa 100 Gegenstände, die Thunberg während seines Aufenthaltes in Japan sammelte. Seine Münzsammlung befindet sich im Stockholmer Kungliga Myntkabinettet (Königliches Münzkabinett). In der Uppsala universitetsbibliotek (Universitätsbibliothek Uppsala) wird die 36 Bände umfassende Korrespondenz Thunbergs aufbewahrt. Sie besteht hauptsächlich aus Briefen, die an ihn adressiert sind. Außerdem beherbergt die Bibliothek die aus 26 Schachteln mit Notizen, Manuskripten, Artikel und Nachdrucken zu verschiedenen Themen bestehende Sammlung „Thunbergiana“.

### Rezeption

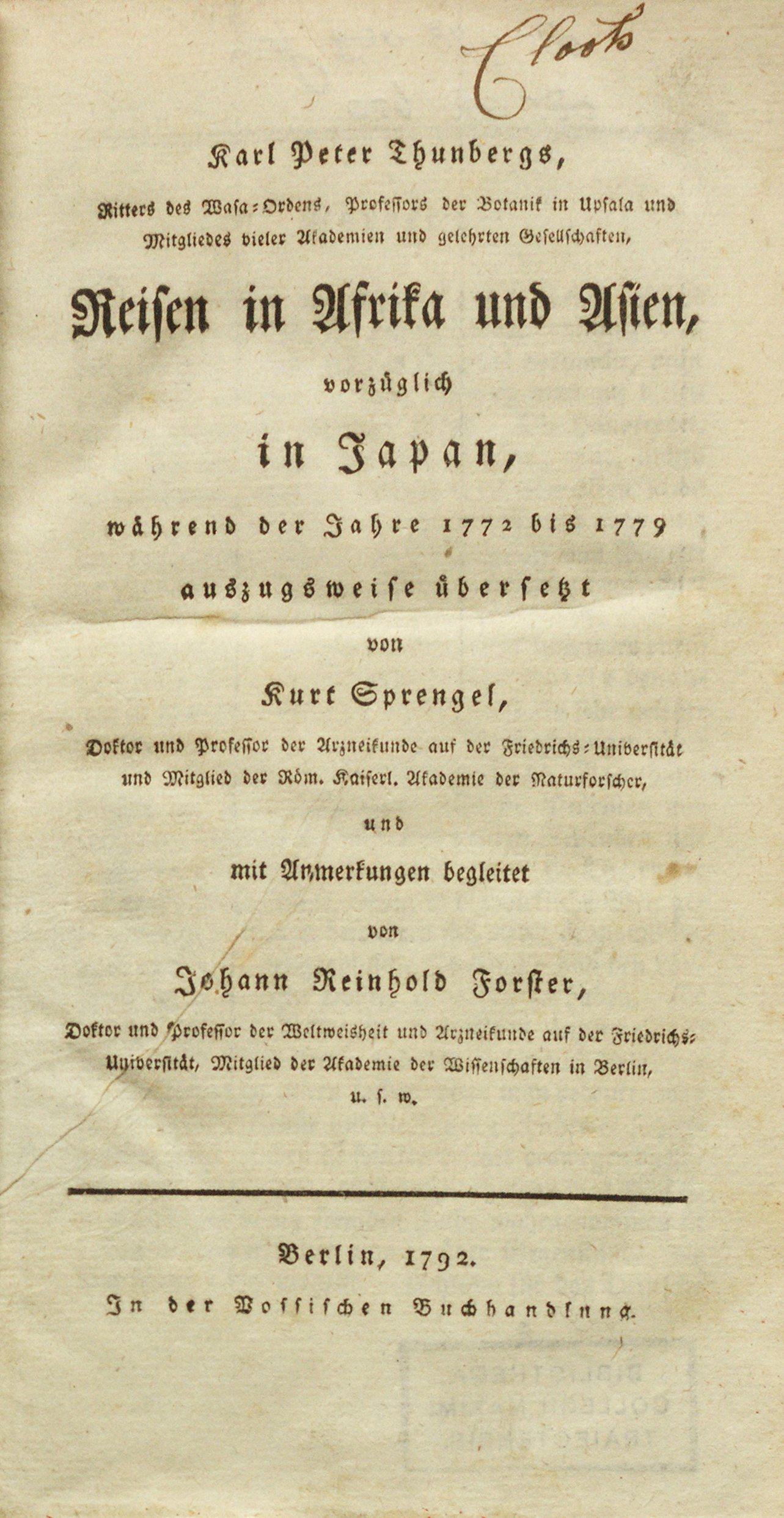
Unter dem Titel Reisen in Afrika und Asien, vorzüglich in Japan, während der Jahre 1772 bis 1779 erschien 1792 eine erste, gekürzte Übersetzung von Thunbergs Reisebericht.

Alexander von Humboldts erste wissenschaftliche Veröffentlichung Sur le Bohon-Upas über die Art Antiaris toxicaria beruhte auf Thunbergs Arbor toxicaria Macassariensis von 1788.
Thunbergs Reisebericht wurde ins Deutsche, Englische und Französische übersetzt. Den Anfang machte eine gekürzte, von Kurt Sprengel übersetzte Ausgabe, die 1792 im Verlag von Christian Friedrich Voß in Berlin erschien. Ihr folgte eine durch Christian Heinrich Groskurd übersetzte, zweibändige Fassung. Die erste französische Übersetzung aus dem Jahr 1794 orientierte sich an der deutschen Übersetzung von Sprengel. Zwei Jahre später erschien die durch Louis-Mathieu Langlès (1763–1824) übersetzte vierbändige Version des Werkes. Von 1793 bis 1795 wurde die englische Fassung eines anonymen Übersetzers herausgegeben. Thunbergs Zeitgenossen interessierten sich vor allem für die im dritten und vierten Band enthaltene Darstellung der japanischen Gesellschaft und ihrer Kultur. Nach Einschätzung des niederländischen Historikers Peter Rietbergen enthielt Thunbergs Bericht keine Informationen, die über die Berichte seiner Vorgänger Arnoldus Montanus (1669) und Engelbert Kaempfer (1727) hinausgingen.
Auf Anregung von Philipp Franz von Siebold wurde Thunbergs Flora Japonica von Itō Keisuke 1829 ins Japanische übertragen. Dadurch wurde das Linnésche System in Japan bekannt.
1989 erschien ein Katalog aller Typusexemplare aus Thunbergs Insektensammlung. Diese erste Fassung wurde bis 2001 mehrmals aktualisiert. In den letzten Jahrzehnten wurden verschiedene Insektengruppen aus Thunbergs Sammlung genauer untersucht: 1985 die Schmetterlinge, 1987 die Marienkäfer, 2009 die Schwarzkäfer und 2019 Teile einiger Unterfamilien der Blattkäfer. In den Publikationen wurden Arten Lectotypen zugewiesen sowie neue Synonyme und Umkombinationen vorgeschlagen.
1993 wurde Thunbergs fragmentarische Autobiografie anlässlich einer zu seinem 250. Geburtstag in der Universitätsbibliothek Uppsala stattfindenden Gedenkausstellung vom Zoologen Lars Wallin (* 1933) herausgegeben. 1994 wurden über 300 Zeichnungen japanischer Pflanzen, die sich im Besitz des Komarow-Instituts in Sankt Petersburg befinden, der Öffentlichkeit zugänglich gemacht. 2013 gab das Evolutionsmuseum der Universität Uppsala bekannt, dass sämtliche Herbarbelege von Thunbergs japanischer Pflanzensammlung digitalisiert werden.
Ein in Form eines fiktiven Tagebuches verfasster Roman der schwedischen Autorin Monica Braw (* 1945) beschäftigt sich mit Thunbergs Leben. Er erschien 2002.
Vom 24. April bis zum 26. August 2018 wurde in Tokio eine Sonderausstellung gezeigt, die das Wirken der schwedischen Naturforscher Olof Rudbeck, Carl von Linné und Thunberg würdigte.

### Auszeichnungen und Würdigung

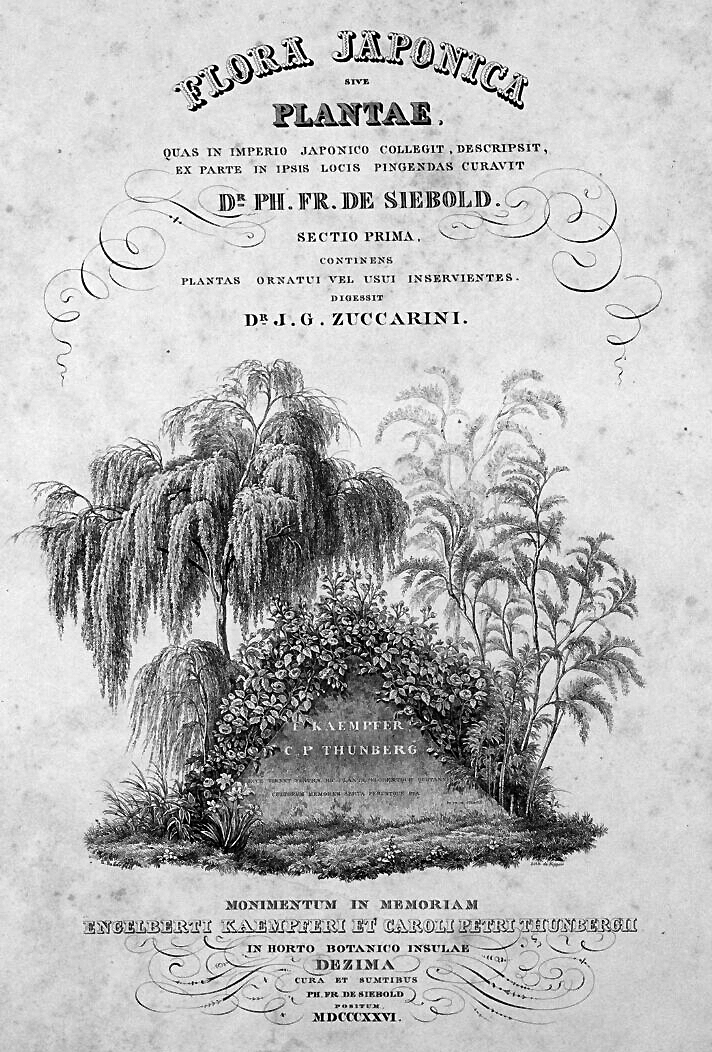
Kupfertitel von Siebolds Flora Japonica (1835) mit dem von Siebold zu Ehren von Thunberg und Kaempfer errichteten Gedenkstein

Am 21. November 1785 wurde Thunberg Ritter des Wasaordens. Gustav IV. Adolf beförderte ihn am 12. August 1815 zum Kommandeur des Ordens. Thunberg war der erste Gelehrte, dem diese Ehre zuteilwurde.
Thunberg war Mitglied von 66 wissenschaftlicher Akademien und Gelehrtengesellschaften. Hierzu zählten unter anderem die Königlich Schwedische Akademie der Wissenschaften, in die er am 7. Februar 1776 aufgenommen wurde, die Leopoldina, die ihn am 22. März 1778 unter der Matrikel-Nr. 827 mit dem akademischen Beinamen Oribasius aufnahm, und die Royal Society, in die er am 3. April 1788 gewählt wurde. 1801 wurde er Ehrenmitglied der Russischen Akademie der Wissenschaften in St. Petersburg. 1804 wurde er zum auswärtigen Mitglied der Göttinger Akademie der Wissenschaften gewählt. 1784 war Thunberg Präsident der Königlich Schwedischen Akademie der Wissenschaften.
Im Kräutergarten von Dejima errichtete Philipp Franz von Siebold 1826 zu Ehren von Thunberg und Engelbert Kaempfer einen Gedenkstein mit der Inschrift „E. KAEMPFER, C. P. THUNBERG ECCE VIRENT VESTRÆ HIC PLANTÆ FLORENTQUE QUOTANNIS CULTORUM MEMORES SERTA FERUNTQUE PIA DR. FRANZ SIEBOLD“ (etwa „E. Kaempfer, C. P. Thunberg schaut her! Eure Pflanzen prangen und blühen hier jedes Jahr. Im Gedenken an die Pflanzer bilden sie einen liebevollen Kranz. Dr. Franz Siebold“). Siebold stellte 1835 eine Abbildung dieses Gedenksteins dem ersten Teil seiner Flora Japonica als Kupfertitel voran.
Bis 1832 wurde Thunberg bereits mit acht zoologischen und 26 botanischen Artnamen geehrt. Darüber hinaus sind die Pflanzenfamilie Thunbergiaceae Lilja (1870) sowie die Pflanzengattungen Thunbergia Montin (1773, nom. rej.), Thunbergia Retz. (1780, nom. cons.), Thunbergianthus Engl. (1897) und Thunbergiella H.Wolff (1922) nach ihm benannt.
Die Königlich Schwedische Akademie der Wissenschaften gab 1832 eine Gedenkmedaille heraus, die vom Graveur Mauritz Frumerie (1775–1853) entworfen wurde. Am 22. September 1973 veröffentlichte die Schwedische Post ein Markenheftchen zum Thema Forschungsreisende. Es besteht aus fünf Briefmarken mit einem Nennwert von je einer Krone, darunter ein Porträt von Thunberg (Michel-Nr. 810). Die seit 1986 vom Evolutionsmuseum der Universität Uppsala herausgegebene botanische Zeitschrift Thunbergia wurde nach ihm benannt.
Thunberg gilt als ein „Apostel Linnés“. Sein Schaffen brachte ihm die Ehrenbezeichnungen „Vater der südafrikanischen Botanik“ sowie „Japans Linné“ und „Vater der Japanischen Botanik“ ein.

## Schriften

### Eigene Dissertationen
- Venae Resorbentes. Uppsala 2. Juni 1767 (online) – Dissertation unter Carl von Linné.
- De Ischiade. Uppsala 28. Juni 1770 (PDF) – Dissertation unter Jonas Sidrén.

### Bücher
- Flora Japonica. J. G. Müller, Leipzig 1784 (online).
- Resa uti Europa, Africa, Asia, förrättad åren 1770–1779. 4 Bände, Joh. Edman, Upsala 1788–1793 (online).
  - Reisen in Afrika und Asien, vorzüglich in Japan, während der Jahre 1772 bis 1779. Auszugsweise übersetzt von Kurt Sprengel. Voss, Berlin 1792 (online).
  - Reise durch einen Theil von Europa, Afrika und Asien, hauptsächlich in Japan, in den Jahren 1770 bis 1779. Aus dem Schwedischen frey übers. von Christian Heinrich Groskurd. Band 1: Haude und Spener, Berlin 1792 (Digitalisat und Volltext im Deutschen Textarchiv) / Band 2: Haude und Spener, Berlin 1794 (Digitalisat und Volltext im Deutschen Textarchiv)
  - Travels in Europe, Africa, and Asia, performed between the years 1770 and 1779. 4 Bände:
    - 1. Auflage, Richardson & Egerton, London 1793 Band 1, Band 2, Band 3, F. & C. Rivington, London 1795 Band 4.
    - 2. Auflage, F. & C. Rivington, London 1795 Band 1, Band 2, Band 3, Band 4.
    - 3. Auflage, F. & C. Rivington, London 1796 (online).

  - Voyage en Afrique et en Asie, principalement au Japon, pendant les années 1770–1779. Paris 1794 (online).
  - Voyages de C.P. Thunberg, au Japon, par le Cap de Bonne-Espérance, les iles de la Sonde &c. Paris 1796, 4 Bände: Band 1, Band 2, Band 3, Band 4.
- Prodromus plantarum Capensium, quas, in Promontorio Bonae Spei Africes, annis 1772–1775, collegit. J. Edman, Uppsala 1794–1800.
  - Teil 1: Joh. Edman, Uppsala 1794 (online).
  - Teil 2: Joh. Fr. Edman, Uppsala 1800 (online).
- Icones plantarum Japonicarum, quas in insulis Japonicis annis 1775 et 1776 collegit et descripsit. J. Edman, Uppsala 1794–1805.
  - Teil 1: Johann. Fred. Edman, Uppsala 1794 (online).
  - Teil 2: Johann. Fred. Edman, Uppsala 1800 (online).
  - Teil 3: Johann. Fred. Edman, Uppsala 1801 (online).
  - Teil 4: Johann. Fred. Edman, Uppsala 1802 (online).
  - Teil 5: Johann. Fred. Edman, Uppsala 1805 (online).
- Flora Capensis, sistens plantas Promontorii Bonae Spei Africes, secundum Systema Sexuale emendatum redactas ad Classes, Ordines, Genera et Species, cum differentiis specificis, synonymis et descriptionibus.
  - 1. Auflage, Band 1, Uppsala 1807–1813:
    - Teil 1: Joh. Fr. Edman, Uppsala 1807 (online).
    - Teil 2: Stenhammar et Palmblad, Uppsala 1811 (online).
    - Teil 3: Stenhammar et Palmblad, Uppsala 1813 (online).

  - Neue Auflage, 2 Bände, Kopenhagen 1818–1820:
    - Band 1: Bonnier, Kopenhagen 1818 (online) – Neuauflage des 1. Bandes der 1. Auflage.
    - Band 2, Teil 1: Bonnier, Kopenhagen 1818 (online).
    - Band 2, Teil 2: Bonnier, Kopenhagen 1820 (online).

  - 2. Auflage, 2 Bände: J. G. Cotta, Stuttgart 1823 (online) – eingeleitet und bearbeitet von Joseph August Schultes.

### Zeitschriftenbeiträge (Auswahl)

#### Botanik
- Beskrifning på en ganska besynnerlig och obekant svamp, Hydnora africana, ifrån Goda Hoppets Udde i Africa intånd. In: Kungl. Svenska vetenskapsakademiens handlingar. Band 36, 1775, S. 68–75, Tafel 11 (online).
  - Beschreibung eines ganz sonderbaren, noch zur Zeit unbekannten Schwamms, Hydnora africana, vom Vorgebürge der guten Hoffnung in Afrika. In: Der Königl. Schwedischen Akademie der Wissenschaften neue Abhandlungen aus der Naturlehre, Haushaltungskunst und Mechanik. Leipzig 1781, Band 37, S. 68–74, Tafel 11 (online).
- Cycas Caffra, nova palmae species. In: Nova acta Regiae Societatis Scientiarum Upsaliensis. Band 1, 1775, S. 283–288 (online).
- Beskrifning på et nytt Örte-genus, kalladt Rademachia, hvilket redan utaf Rumphius blifvet afritadt och, fastån ofullkomligen, beskrifvit; men nu efter sexual-methoden noga undersökt.  In: Kungl. Svenska vetenskapsakademiens handlingar. Band 37, 1776, S. 250–255 (online).
  - Beschreibung einer neuen Gattung von Pflanzen Rademachia; schon von Rumph abgezeichnet und beschrieben aber unvollkommen. Jetzo nach der Sexualmethode genau untersucht. In: Der Königl. Schwedischen Akademie der Wissenschaften neue Abhandlungen aus der Naturlehre, Haushaltungskunst und Mechanik. Leipzig 1782, Band 87, S. 253–258 (online).
- Retzia Capensis, et nytt Ort-slag, funnit och beskrifvet. In: Physiographiska Sällskapets handlingar. Band 1, Nr. 1, Carlbohm, Stockholm 1776, S. 55–56 (online).
- Crassulae generis XXVIII. Novas Species in Capite Bonae Spei detectas & descriptas. In: Nova Acta Physico-Medica Academiae Caesareae Leopoldino-Carolinae Naturae Curiosorum. Band 6, Nürnberg 1778, S. 328–341 (online).

#### Zoologie
- Pneumora, Et nytt Genus ibland Insecterne, uptäckt och beskrifvit. In: Kungl. Svenska vetenskapsakademiens handlingar. Band 36, Stockholm 1775, S. 254–260 (online).
  - Pneumora, eine neue Gattung von Insekten. In: Der Königl. Schwedischen Akademie der Wissenschaften neue Abhandlungen aus der Naturlehre, Haushaltungskunst und Mechanik. Band 37, Leipzig 1781, S. 252–259 (online).
- Anmarkningar om några foglar af Loxiae slägte på Goda Hopps Udden. In: Kungl. Svenska vetenskapsakademiens handlingar. 2. Folge, Band 5, Stockholm 1784, S. 286–289 (online).
  - Bemerkungen über einige Vögel vom Vorgebürge der guten Hoffnung, zur Gattung der Kernbeisser (Loxia) gehörig. In: Der Königl. Schwedischen Akademie der Wissenschaften neue Abhandlungen aus der Naturlehre, Haushaltungskunst und Mechanik. Band 5, Leipzig 1786, S. 287–290 (online).
- Beskrifning på några sällsynte och okände Ödlor. In: Kungl. Svenska vetenskapsakademiens handlingar. 2. Folge, Band 8, 1787, S. 123–128 (online).
  - Von einigen seltnen und unbekannten Eydexen. In: Der Königl. Schwedischen Akademie der Wissenschaften neue Abhandlungen aus der Naturlehre, Haushaltungskunst und Mechanik. Band 8, Nr. 1, Leipzig 1788, S. 115–119 (online).
- Beskrifning på Trenne Sköld-Paddor. In: Kungl. Svenska vetenskapsakademiens handlingar. 2. Folge, Band 8, Stockholm 1787, S. 178–180 (online).
  - Beschreibung dreyer Schildkröten. In: Der Königl. Schwedischen Akademie der Wissenschaften neue Abhandlungen aus der Naturlehre, Haushaltungskunst und Mechanik. Band 8, Nr. 2, Leipzig 1788, S. 171–173 (online).
- Beskrifning på tvänne Fiskar ifrån Japan. In: Kungl. Svenska vetenskapsakademiens handlingar. 2. Folge, Band 11, Stockholm 1790, S. 106–110 (online).
  - Beschreibung zweyer neuen Fische aus Japan. In: Der Königl. Schwedischen Akademie der Wissenschaften neue Abhandlungen aus der Naturlehre, Haushaltungskunst und Mechanik. Band 11, Leipzig 1792, S. 100–104 (online).
- Characteres generum insectorum, variis cum adnotationibus. loh. Chr. Dieterich, Göttingen 1791 (online).
- Antilope Monticola, en ny art gazell; tecknad och beskrifven. In: Kungl. Svenska vetenskapsakademiens handlingar. 2. Folge, Band 32, Stockholm 1811, S. 93–97 (online).
- Beskrifning och teckning på Viverra felina. In: Kungl. Svenska vetenskapsakademiens handlingar. 2. Folge, Band 32, Stockholm 1811, S. 165–168 (online).
- Mammalia Capensia, recensita et illustrata. In: Memoires de l’Academie Imperiale des Sciences de St. Petersbourg. Band 3, 1811, S. 299–323 (online).
- Tetrapteryx capensis, ett nytt fogelslagte. In: Kungl. Svenska vetenskapsakademiens handlingar. 3. Folge, Band 6, Stockholm 1818, S. 242–245 (online).
- Beskrifning och teckning på ett nytt species, Hyaena brunnea. In: Kungl. Svenska vetenskapsakademiens handlingar. 3. Folge, Band 8, Stockholm 1820, S. 59–65 (online).

#### Sonstige
- Händelse, at blyhvitt (Cerussa) af förseende blifvit brukadt i mat, insänd från Goda Hoppets Udde. In: Kungl. Svenska vetenskapsakademiens handlingar. Band 34, 1773, S. 39–44 (online).
  - Von einem Vorfalle, da Bleyweis (Cerussa) ohne versehens in Speise gebracht worden. Vom Vorgebirge der guten Hoffnung eingesandt. In: Der Königl. Schwedischen Akademie der Wissenschaften neue Abhandlungen aus der Naturlehre, Haushaltungskunst und Mechanik. Band 35, 1780, S. 35–40 (online).
- Inträdes-tal, om de mynt-sorter, som i äldre och sednare tider blifvit slagne och varit gångbare uti kejsardömet Japan. Johan Georg Lange, Stockholm 1779 (online).
  - Abhandlung von den Münzsorten, welche in ältern und neuern Zeiten im Kaiserthum Japan geschlagen worden und gangbar gewesen sind. Stendal 1784 (online).
- Thermometrische Waarneemingen in Japan gedaan, in de jaaren 1775 en 1776. In: Verhandelingen uitgegeven door de Hollandchse Maatschappye der Weetenschappen te Haarlem. Band 19, Nr. 3, 1780, S. 123–137 (online).
- Beskrifning på ön Ceilons Mineralier och adla stenar. In: Kungl. Svenska vetenskapsakademiens handlingar. 2. Folge, Band 5, Stockholm 1784, S. 70–81 (online).
  - Beschreibung der Mineralien und Edelgesteine der Insel Ceylon. In: Der Königl. Schwedischen Akademie der Wissenschaften neue Abhandlungen aus der Naturlehre, Haushaltungskunst und Mechanik. Band 5, Leipzig 1786, S. 68–79 (online).
- Tal vid invignings acten af den nya akademiska trågården dess orangerie och samlings-salar : med Kongl. Maj.ts allernådigste tillstånd hållit i Upsala uti den nya botaniska lårosalen d. 25 Maji 1807, då tillika firades framledne archiaterns och ridderens Carl von Linnés hundra-åriga födelse-dag. Joh. Fr. Edman, Upsala 1807 (online).

### Dissertationen seiner Schüler (Auswahl)

#### Sammelwerke
- Nova genera plantarum. Uppsala 1781–1801 (online).
- Dissertatio entomologica novas insectorum species. Joh. Edman, Uppsala 1781–1791 (online).
- D. D. Dissertatio entomologica sistens Insecta Suecica.  Johan. Edman, Upsala 1784–1795 (online).
- Christian Hendrik Persoon (Hrsg.): Dissertationes Academicae Upsaliae habitae sub praesidio Carol. Petr. Thunberg. 3 Bände, Dieterich, Göttingen 1799–1801 (Band 1, Band 2, Band 3).

#### Einzelne Schriften
- Johan Erik Gevalin: Dissertatio botanica de Protea. J. Edman, Uppsala 19. Juni 1781 (PDF).
- Herman Rudolph Hast: Oxalis, quam dissertatione botanica. J. Edman, Uppsala 7. Juli 1781 (PDF).
- Johannes Daniel Rung: Ixia, quam dissertatione botanica delineatam. Johan. Edman, Uppsala 21. Juni 1783 (PDF).
- Christen Aejmelaeus: Gladiolus, quem dissertatione botanica. Johan. Edman, Uppsala 12. Juni 1784 (PDF).
- Anders Hesselius: Dissertatio botanico-medica de Aloë.J. Edman, Uppsala 1. Juni 1785 (PDF).
- Jacob Bernhard Struve: Dissertatio botanica de Erica. J. Edman, Uppsala 16. Juni 1785 (PDF).
- Zacharias Colliander: Dissertatio botanica de Moraea. J. F. Edman, Uppsala 8. Dezember 1787 (online).
- Petrus Lundmark: Restio, quem dissertatione botanica. Joh. Edman, Uppsala 17. Mai 1788 (PDF).
- Christen Aejmelaeus: Arbor toxicaria Macassariensis. Joh. Edman, Uppsala 21. Mai 1788 (PDF).
- Claës Abraham Dandenelle: Dissertatio botanica de Hermannia. Joh. Edman, Uppsala 4. Juni 1794 (PDF).
- Carl Johan Pentz: Dissertatio botanica de Diosma. J. F. Edman, Uppsala 17. Mai 1797 (PDF).
- Dan. Haij: Dissertatio botanica de Drosera. J. F. Edman, Uppsala 29. November 1797 (PDF).
- Gabriel Gamaliel Rislachi: Falco canorus, qvem venia experient. Joh. Fredr. Edman, Uppsala 23. Dezember 1799 (PDF).
- Olof Anton Hedenberg: Dissertatio botanica qua Aspalathus, pars prior. J. F. Edman, Uppsala 1. Mai 1802 (PDF).
- Jacob Hansén: Dissertatio botanica qua Aspalathus, pars poster. J. F.Edman, Uppsala 7. Juni 1802 (PDF).
- Andreas Johan Carlstén: Dissertatio de Phylica. Edman, Uppsala 5. Dezember 1804 (PDF).
- Olof Wernberg: Fauna Japonica. Uppsala 11. Dezember 1822 (PDF).
- Alexander Magnus Ahlström: Fauna Japonica continuata. Uppsala 26. März 1823 (PDF).
- Leopold Winberg: Florula Javanica, cujus partem primam. Palmblad et C., Uppsala 23. Februar 1825 (PDF).
- Fredrik Olof Widmark: Florula Javanica, cujus partem secundam. Palmblad et C., Uppsala 16. März 1825 (PDF).
- Jonas Joh. Engholm: Florula Ceilanica. Palmblad et C., Uppsala 16. April 1825 (PDF).

### Biografien
- Carl Adolph Agardh: Biographie öfver Carl Peter Thunberg. In: Kongl. Svenska vetenskapsakademiens handlingar för år 1828. Stockholm 1829, S. 242–267 (online).
  - Gottlieb Mohnike: Die schwedischen Naturforscher Karl Peter Thunberg und Johann Wilhelm Dalman: Aus den Abhandlungen der Königl. Akademie der Wissenschaften zu Stockholm. Struck, Stralsund 1831 (online).
- Gustaf Johan Billberg: Åminnelse-tal öfver med. och bot. professoren vid Upsala universitet, kommendören af kongl. Wasa-orden m.m. herr doktor Carl P. Thunberg hållet inför kongl. Vetenskaps-academien den 21 mars 1829. Stockholm 1832 (online).
- Gunnar Eriksson: Thunberg, Carl Peter. In: Charles C. Gillispie (Hrsg.): Dictionary of Scientific Biography. Band 13, Charles Scribner's Sons, New York 1976, S. 391–393.
- Lars Wallin: Carl Peter Thunberg (1743–1828): självbiografiska anteckningar med bibliografi. Almqvist & Wiksell International, Stockholm 1993, ISBN 91-85092-33-9 – Fragmente einer Autobiografie.

### Bibliografie
- Leendert Cornelis Rookmaaker, Ingvar Svanberg: Bibliography of Carl Peter Thunberg (1743–1828). In: Svenska Linnesallskapets Arsskrift 1992–1993. Uppsala 1994, S. 7–71 (PDF).

### Briefwechsel
- Herman Christiaan van Hall (Hrsg.) Epistolae ineditae Caroli Linnaei […] annis 1736–1793. W. van Boeleren, Groningen 1830, S. 243–268 (online).
- Dirk Onno Wijnands: The letters of Maarten Houttuyn to Carl Peter Thunberg (1780–1790). In: Proceedings of the Koninklijke Nederlandse Akademie van Wetenschappen. Biological, chemical, geological, physical, and medical sciences. Band 93, Nr. 1, 1990, S. 77–95 (online).

### Zur Rezeption seines Werkes (Auswahl)
- Bruce Bartholomew, Dan H. Nicolson, Bertil Nordenstam: Author Citation of Thunberg's New Species in Murray's „Systema vegetabilium,“ ed. 14. In: Taxon. Band 46, Nr. 2, 1997, S. 311–314 (doi:10.2307/1224099).
- Catharina Blomberg: “Rerum Memorabilium Thesauros,” a Treasury of Memorable Things – Carl Peter Thunberg Observations during his Year in Japan 1775–1776. In: W. F. Vande Walle, Kazuhiko Kasaya (Hrsg.): Dodonæus in Japan: Translation and the Scientific Mind in the Tokugawa Period. 2002, ISBN 90-5867-179-8, S. 323–342.
- Gaston R. Demarée, Mikami Takehiko, Tukahara Togo, Zaiki Masumi: The meteorological Observations of the “Vereenigde Oost-Indische Compagnie (VOC)” - What can be learned from them? In: Historical Geographers in Japan. Band 55, 2013, S. 99–106 (PDF).
- Vernon Siegfried Forbes: Thunberg's travels. In: South African geographical journal. Band 28, 1946, S. 39–63 (doi:10.1080/03736245.1946.10559248).
- Hans Oscar Juel: Plantae Thunbergianae: ein Verzeichnis der von C. P. Thunberg in Südafrika, Indien und Japan gesammelten und der in seinen Schriften beschriebenen oder erwähnten Pflanzen, sowie von den Exemplaren derselben, die im Herbarium Thunbergianum in Upsala aufbewahrt sind. Uppsala 1918 (online).
- Carl Jung: Kaross und Kimono – „Hottentotten“ und Japaner im Spiegel des Reiseberichts von Carl Peter Thunberg (1743–1828). Franz Steiner Verlag, Stuttgart 2002, ISBN 3-515-08120-8.
- Mia C. Karsten: Carl Peter Thunberg: An Early Investigator of Cape Botany. In: Journal of South African Botany.
  - Band 5, 1939, S. 1–27, S. 87–104 und S. 105–155.
  - Band 12, 1946, S. 127–164 und S. 165–190.
- Leonie Kijewski: The Japanese Character and its Peculiarity – A Study of Carl Peter Thunberg’s Travel Account. In: MaRBLE. Band 6, 2014, S. 155–174 (doi:10.26481/marble.2014.v6.223).
- Simon Muller, Leendert Cornelis Rookmaaker: The South African insects described by Carl Peter Thunberg (1743–1828). In: Journal of Namibia Scientific Society. Band 43, 1992, S. 81–105.
- Bertil Nordenstam: Carl Peter Thunberg (1743–1828) “The Father of South African Botany”, His Contribution and Legacy. In: Transactions of the Royal Society of South Africa. Band 49, Nr. 2, 1994, S. 161–174 (doi:10.1080/00359199409520304).
- Bertil Nordenstam: Carl Peter Thunberg and Japanese Natural History. In: Asian Journal of Natural & Applied Sciences. Band 2, Nr. 2, 2013, S. 1–17 (PDF).
- Carl Peter Thunberg. In: Leendert Cornelis Rookmaaker: The Zoological Exploration of Southern Africa 1650–1790. A. A. Balkema, Rotterdam 1989, ISBN 90-6191-867-7, S. 148–162.
- J. P. Rourke: Thunberg’s contribution to plant systematics in South Africa. In: Transactions of the Royal Society of South Africa. Band 49, Nr. 2, 1994, S. 155–160 (doi:10.1080/00359199409520303).
- Timon Screech: Japan Extolled and Decried: Carl Peter Thunberg’s Travels in Japan 1775–1776. Routledge, London 2005, ISBN 978-0-7007-1719-4.
- Marie-Christine Skuncke: Carl Peter Thunberg, Botanist and Physician, Swedish Collegium for Advanced Study, 2014.
- Nils Svedelius: Carl Peter Thunberg (1743–1828). On his bicentenary. In: Isis. Band 35, Nr. 2, 1944, S. 128–134 (JSTOR:330594).
- Dirk Onno Wijnands: Thunberg and the Netherlands, Background and Influence of His Travels. In: Journal of Japanese Botany. Band 69, Nr. 5, 1994, S. 347–358 (PDF).
- Dirk Onno Wijnands: Correct author citation for the species described on material collected by Thunberg in Japan. In: Thunbergia. Band 12, 1990, S. 1–48 (PDF).

### Belletristik
- Monica Braw: Främling: roman om en svensk i fjärran land. Bonnier, Stockholm 2002, ISBN 91-0-057875-4.